# Unión Democrática Nacional de Guinea Ecuatorial
Die Unión Democrática Nacional de Guinea Ecuatorial (Udena, dt.: „Nationale Demokratische Union von Äquatorialguinea“) ist eine liberale Politische Partei in Äquatorialguinea. Die Partei ist Mitglied der Liberale Internationale seit 1999.

## Geschichte
Die Partei entstand in den 1980er Jahren im Untergrund.
Im September 1992 war Udena Teil der Parteienkoalition Plataforma de Oposición Conjunta (POC), die als Einheitsfront gegen die Regierung von Teodoro Obiang Nguema Mbasogo gegründet wurde. Udena wurde durch das Präsidialdekret Nr. 35/1993 vom 10. Mai 1992 legalisiert und wurde somit Teil der offiziellen Opposition. Obwohl viele Oppositionelle bei den Parlamentswahlen in Äquatorialguinea 1993 zur Stimmenthaltung aufriefen, beteiligte sich Udena mit dem damaligen Generalsekretär Pedro-Cristino Bueriberi Bokesa an der Wahl.
Udena war in die POC integriert und nahm 1995 an den Kommunalwahlen in Äquatorialguinea teil. Es gelang der POC ein offizieller Sieg in neun Gemeinden, jedoch protestierte die das Oppositionsbündnis gegen die Ergebnisse und behauptete, in 19 Gemeinden gewonnen zu haben.
Die Präsidentschaftswahlen in Äquatorialguinea 1996 führten zum Zerfall der POC. Von da an gab die UDENA ihre Oppositionsstellung auf und nahm gegenüber dem Obiang-Regime eine wohlwollende Haltung ein. Seit den 2000er Jahren tritt die Partei zusammen mit anderen Oppositionsgruppen in einer Koalition mit der regierenden Partido Democrático de Guinea Ecuatorial (PDGE) bei Parlamentswahlen an.
Parteiführer war Pedro-Cristino Bueriberi Bokesa bis zu seinem Tod 2020. Derzeit wird die Partei von Deogracias Bueriberi Edu Nsang geführt.